# モスクワルール
モスクワルールとは、冷戦時代にソ連で働くスパイなどが使うために生まれたと言われている経験則である。モスクワはスパイにとって特に過酷な場所であるとの評判があったことから、モスクワと関連付けられて呼ばれている。
これらのルールは、文書として残されているものはなく、そもそも文書自体が存在しなかったかもしれない。いずれも元CIA職員だったトニー・メンデスと妻のジョナ・メンデスによる回顧録『スパイダスト』（2003年）では、次のように書かれている。
誰も書き留めていなかったが、最も困難な作戦環境であるソビエトの首都で作戦を遂行するための教訓として、誰もが理解していた。モスクワに着いた時には、誰もがこのルールを知っていた。それは極めてシンプルで常識的なものだった。
ワシントンD.C.の国際スパイ博物館では、モスクワルールとして以下のものが挙げられている。
1. Assume nothing.
2. Never go against your gut.
3. Everyone is potentially under opposition control.
4. Do not look back; you are never completely alone.
5. Go with the flow, blend in.
6. Vary your pattern and stay within your cover.
7. Lull them into a sense of complacency.
8. Do not harass the opposition.
9. Pick the time and place for action.
10. Keep your options open.

日本語訳
1. 何も仮定するな。
2. 直感に逆らうな。
3. 誰もが敵の配下である可能性がある。
4. 振り向くな。必ず近くに誰かがいる。
5. 流れに身を任せ、溶け込め。
6. 行動パターンを変化させ、目立たないようにしろ。
7. 相手を自己満足させろ。
8. 敵を刺激するな。
9. 行動する時間と場所を選べ。
10. 常に選択肢があるようにしろ。